# Przemko van Glogau
Przemko van Glogau (1300/1308 - 13 januari 1331) was de jongste zoon van Hendrik III van Glogau en Mathilde van Brunswijk. Na de dood van zijn vader in 1309 kwamen Przemko en zijn broers tot 1312 onder het regentschap van hun moeder. In 1312 werd de erfenis van hun vader verdeeld. Koenraad en Bolesław kregen het oostelijk deel van het hertogdom (met Oels en Kluczbork), Kalisz en Gniezno. Hendrik, Jan en Przemko kregen Glogau, Ścinawa, Żagań en Groot-Polen. Hun moeder hield Glogau.
Twee jaar later neemt Wladislaus de Korte het bewind over in het grootste deel van Groot-Polen en houden de kinderen van Hendrik III alleen een klein gebied nabij Obra over. Zij zullen ook dat gebied in 1332 verliezen, met uitzondering van Wschowa.
Na de dood van zijn moeder in 1318 wordt Glogau toebedeeld aan Hendrik IV en Przemko (Jan is enig hertog van Ścinawa geworden in 1317). In 1321 krijgt Przemko II het hertogdom Glogau en Hendrik IV het hertogdom Żagań. In 1326 sluit Przemko een akkoord met zijn broers Jan en Hendrik, waarbij zij de bezittingen van Przemko erven als Przemko zonder erfgenaam zou sterven.
In 1326 trouwt hij met Constance (Elisabeth), dochter van Bernard II van Schweidnitz, die trouw is gebleven aan de Poolse koning Wladislaus de Korte. Hierdoor krijgt Przemko toenadering tot Polen. In tegenstelling tot zijn broers weigert hij vervolgens in 1327 de eed van trouw te zweren aan de koning van Bohemen. Przemko sterft zonder kinderen in 1331, vermoedelijk vergiftigd door een van zijn vazallen.